# 春日井市総合体育館
春日井市総合体育館（かすがいしそうごうたいいくかん）は、愛知県春日井市鷹来町にある市立の体育館。

## 概要
1986年（昭和61年）6月1日、体育館開設。
1993年（平成5年）より、毎年3月に全国高等学校剣道選抜大会が開催されている。
2006年（平成18年）4月1日より、指定管理者である公益財団法人春日井市スポーツ・ふれあい財団が管理・運営を行っている。
Fリーグの名古屋オーシャンズが年間1試合ホームゲームを開催している。

## 施設
- 第1競技場
- 第2競技場
- フィットネスルーム
- 剣道場
- 柔道場
- 弓道場

など

## 所在地
- 愛知県春日井市鷹来町（たかきちょう）4196番地3

## 交通アクセス
- かすがいシティバス（病院循環線・西部線・施設連絡線・南北線）の「総合体育館前」停留所下車。
- 名鉄バスの春日井・小牧線または春日井・大草線の「総合体育館前」停留所下車。

## 周辺
- サンフロッグ春日井 - 温水プール
- 名城大学農学部附属農場
- 春日井市民病院
- パナソニック エコシステムズ
- 春日井市立大手小学校
- 三昭堂春日井展示場